# Shota Kobayashi
Shota Kobayashi (født 11. maj 1991) er en japansk fodboldspiller.
Han har spillet for flere forskellige klubber i sin karriere, herunder Shonan Bellmare, Thespa Kusatsu, Nagoya Grampus og Vegalta Sendai.